# Юйшу (Цинхай)
Юйшу (кит. упр. 玉树, пиньинь Yùshù) — городской уезд в Юйшу-Тибетском автономном округе провинции Цинхай (КНР).

## История
В 1929 году был создан уезд Юйшу (玉树县).
В 1949 году был создан Специальный район Юйшу (玉树专区), власти которого разместились в уезде Юйшу. 25 декабря 1951 года Специальный район Юйшу был преобразован в Юйшу-Тибетский автономный район (玉树藏族自治区), а уезд Юйшу был при этом расформирован, но в 1952 году уезд Юйшу был создан вновь. В 1955 году Юйшу-Тибетский автономный район был переименован в Юйшу-Тибетский автономный округ.
В апреле 2010 года уезд стал эпицентром крупного землетрясения.
В 2013 году уезд Юйшу был преобразован в городской уезд.

## Административно-территориальное деление
Городской уезд Юйшу делится на 4 уличных комитета, 2 посёлка и 5 волостей.

## Культура
В Юйшу регулярно проводятся фестивали, на которых тибетцы демонстрируют национальные костюмы, исполняют песни и танцы, катаются на лошадях. 